# Laholms distrikt
Laholms distrikt är ett distrikt i Laholms kommun och Hallands län. 
Distriktet ligger i och omkring Laholm. 

## Tidigare administrativ tillhörighet
Distriktet inrättades 2016 och utgörs av det område Laholms stad omfattade intill 1971 samt Laholms socken i Laholms kommun.
Området motsvarar den omfattning Laholms församling hade vid årsskiftet 1999/2000 och som den fick 1972 när stads- och landsförsamlingarna gick samman.